# Milota
Milota es un pueblo ubicado en el distrito de Fehérgyarmat, en el condado de Szabolcs-Szatmár-Bereg, Hungría.

## Superficie
Posee una superficie de 15,39 kilómetros cuadrados.

## Demografía
Hasta 2019 la población era de 954 habitantes, con una densidad de población de 61,99 habitantes por kilómetro cuadrado.